# Patricia Conde (presentadora)
Patricia Conde Galindo (Valladolid, 5 de octubre de 1979) es una presentadora de televisión, comediante y actriz española, conocida por colaborar en El informal, y presentar el reconocido programa de humor Sé lo que hicisteis... de LaSexta. Durante 2015 y 2016 interpretó a Loly en Gym Tony, de Cuatro, y en 2016 interpretó a Mónica en Chiringuito de Pepe de Telecinco. El 19 de marzo de 2018 vuelve a la televisión para presentar WifiLeaks (#0 de Movistar+) junto a su compañero Ángel Martín, lo que supone el reencuentro y la vuelta de ambos presentadores a la televisión en un mismo programa por primera vez desde el éxito que alcanzaron en Sé lo que hicisteis.

## Biografía
Nacida en Valladolid en el barrio del Cuatro de Marzo, es la mediana de tres hermanos (Noemí y Rubén) y empezó a trabajar como modelo a los catorce años. En 1999 se presentó al certamen de Miss España, como Miss Palencia, y poco después empezó a trabajar en televisión.
Comenzó a destacarse como reportera colaboradora del programa televisivo de humor de Telecinco El informal. Desde entonces no ha parado su carrera en televisión, trabajando en la serie Lady Kaña (Telemadrid y Canal Nou) y en programas como Un domingo cualquiera (La 1) y 7 días al desnudo en Cuatro.
Es embajadora de la ONU para la fundación Women Together y fue diseñadora de ropa con su propia marca de moda: Patricia Conde Collection.
También ha realizado trabajos de actriz en teatro y películas. Trabajó en el cortometraje La Kedada (2002) y en el largometraje Legami sporchi (2004), y en obras de teatro como 5mujeres.com o Los 39 escalones.
De 2006 a mayo de 2011 presentó el programa humorístico diario Sé lo que hicisteis... junto a Ángel Martín en La Sexta, por el que ganó varios premios como mejor presentadora. En 2011 participó como actriz en la segunda temporada de BuenAgente, en La Sexta.
El 23 de octubre de 2012 presentó junto a Arturo Fernández la gala de los Neox Fan Awards en Neox. En noviembre de 2012 escribió su primera novela, la cual nunca se llegó a publicar.
En mayo de 2014 estrenó en Cuatro el programa de bromas de cámara oculta Ciento y la madre, que se canceló tras cuatro emisiones por baja audiencia. En ese mismo mes se estrenó la película Pancho, el perro millonario, donde interpretaba a Patricia. En octubre de 2014 comenzó a presentar en Cuatro el concurso musical Killer Karaoke junto a Florentino Fernández.
En 2015 se unió al elenco de Gym Tony en Cuatro, donde interpreta a Loly. Más tarde, en 2016, intervino en la segunda temporada de la serie de Telecinco, Chiringuito de Pepe.
En 2017 fichó por la cadena #0 de Movistar+ para presentar Los poderes extraordinarios del cuerpo humano. El 19 de marzo de 2018 regresa junto con su pareja televisiva, Ángel Martín, para presentar el programa WifiLeaks en el mismo canal. En 2019, también junto a Ángel Martín, comienza a presentar el programa Dar cera, pulir #0; y a partir de 2021 conduce en solitario el programa Nadie al volante en la cadena #0 de Movistar+
En los años 2017 y 2018 apareció en el listado de deudores a la Agencia Tributaria como una de las mayores morosas al fisco público. Su deuda con la Hacienda española ascendía a 1.325.520,03 euros en 2017 y 1 865 412,81 euros en 2018, lo que supone un aumento de 539 892,78 euros en tan solo un año.
Presenta Telepasión en La 1, junto a Aitor Albizua (2023 y 2024) y Rodrigo Vázquez  (2023).
Presenta la gala de Nochevieja en La 1, ¡Feliz 2024! junto a  Rocío Muñoz Morales y Carlos Torres. En la misma cadena estrena el 17 de junio, Invictus, ¿te atreves?, versión española del programa británico A League of Their Own. Un concurso de pruebas físicas para concursantes famosos.
En febrero de 2025 se confirmó su participación como concursante de El Desafío 6 de Antena 3. En ese mismo mes presenta José Mota: No News en  La 1, con José Mota, Santiago Segura y Florentino Fernández.

## Vida privada
El 30 de junio de 2012 contrajo matrimonio con el empresario mallorquín Carlos Seguí. El 16 de mayo de 2013 dio a luz a su primer hijo llamado Lucas. El 7 de febrero de 2014 se anuncia el divorcio de la pareja. Además, ha mantenido relaciones sentimentales con el tenista Carlos Moyá (2000-2003), el cantante Dani Martín (2007-2009), y el actor Ernesto Sevilla (2015-2016).

## Trayectoria

### Programas de televisión
| Año       | Programa                                      | Canal      | Notas        |
| --------- | --------------------------------------------- | ---------- | ------------ |
| 1999      | Gente con chispa                              | Canal Sur  | Concursante  |
| 1999–2002 | El informal                                   | Telecinco  | Reportera    |
| 2002      | Busco pareja                                  | Telemadrid | Presentadora |
| 2004      | Un domingo cualquiera                         | La 1       | Presentadora |
| 2004      | Nuestra mejor canción                         | La 1       | Presentadora |
| 2004      | Lady Kaña                                     | Telemadrid | Presentadora |
| 2005      | Splunge                                       | TVE        | Presentadora |
| 2006–2011 | Sé lo que hicisteis...                        | La Sexta   | Presentadora |
| 2006–2008 | Campanadas de fin de año                      | La Sexta   | Presentadora |
| 2011–2014 | El club de la comedia                         | La Sexta   | Monologuista |
| 2014      | Ciento y la madre                             | Cuatro     | Presentadora |
| 2014–2015 | Killer Karaoke                                | Cuatro     | Presentadora |
| 2017      | Cadena de amigas                              | Fox Life   | Colaboradora |
| 2017      | Los poderes extraordinarios del cuerpo humano | #0         | Presentadora |
| 2018–2019 | WifiLeaks                                     | #0         | Presentadora |
| 2019–2021 | Cero en Historia                              | #0         | Colaboradora |
| 2019–2020 | Dar cera, pulir #0                            | #0         | Presentadora |
| 2021      | Nadie al volante                              | #0         | Presentadora |
| 2021      | Feliz Año Neox                                | Neox       | Presentadora |
| 2021      | Sé lo que hicisteis... los últimos 10 años    | La Sexta   | Presentadora |
| 2023      | José Mota Live Show                           | La 1       | Presentadora |
| 2023-2024 | Telepasión                                    | La 1       | Presentadora |
| 2024      | Invictus, ¿te atreves?                        | La 1       | Presentadora |
| 2025      | José Mota No News                             | La 1       | Presentadora |

#### Como concursante
| Año  | Programa             | Canal    | Notas                      |
| ---- | -------------------- | -------- | -------------------------- |
| 2022 | MasterChef Celebrity | La 1     | Concursante, 4.ª finalista |
| 2026 | El Desafío           | Antena 3 | Concursante                |

#### Como invitada
| Año  | Programa                  | Canal          | Notas    |
| ---- | ------------------------- | -------------- | -------- |
| 2013 | El hormiguero             | Antena 3       | Invitada |
| 2013 | Zapeando                  | La Sexta       | Invitada |
| 2022 | Cinco tenedores           | Movistar Plus+ | Invitada |
| 2023 | El puente de las mentiras | La 1           | Invitada |
| 2025 | El hormiguero             | Antena 3       | Invitada |

### Series de televisión
| Series de televisión | Series de televisión  | Series de televisión | Series de televisión | Series de televisión |
| Año                  | Título                | Cadena               | Personaje            | Notas                |
| -------------------- | --------------------- | -------------------- | -------------------- | -------------------- |
| 2002                 | 7 vidas               | Telecinco            | Gloria               | 1 episodio           |
| 2004                 | Mis adorables vecinos | Antena 3             | Patricia             | 1 episodio           |
| 2005-2006            | 7 días al desnudo     | Cuatro               | Sonsoles Espinosa    | 8 episodios          |
| 2011                 | BuenAgente            | La Sexta             | Paula / Susana       | 7 episodios          |
| 2014-2016            | Gym Tony              | Cuatro               | Loly                 | 274 episodios        |
| 2016                 | Chiringuito de Pepe   | Telecinco            | Mónica Torrent       | 5 episodios          |
| 2017                 | Velvet Colección      | Movistar+            | Brigitte Bardot      | 2 episodios          |
| 2020                 | Válidas               | YouTube              | Empresaria           | 1 episodio           |

### Cine
| Películas | Películas                         | Películas       | Películas           |
| Año       | Título                            | Personaje       | Notas               |
| --------- | --------------------------------- | --------------- | ------------------- |
| 2002      | La kedada                         | Tobías          | Cortometraje        |
| 2004      | Legami sporchi                    | Sylvie Flanberg | Papel principal     |
| 2013      | Gru 2. Mi villano favorito        | Lucy Wilde      | Papel de voz        |
| 2014      | Pancho, el perro millonario       | Patricia        | Papel principal     |
| 2016      | Síndrome del bolso pesado crónico | Eva             | Cortometraje        |
| 2017      | Gru 3. Mi villano favorito        | Lucy Wilde      | Papel de voz        |
| 2023      | Vacaciones de verano              | Cristina        | Personaje principal |
| 2024      | Gru 4. Mi villano favorito        | Lucy Wilde      | Papel de voz        |

### Teatro
| Obras de teatro | Obras de teatro  | Obras de teatro | Obras de teatro   |
| Año             | Título           | Personaje       | Notas             |
| --------------- | ---------------- | --------------- | ----------------- |
| 2002-2005       | 5mujeres.com     | Patricia        | Elenco secundario |
| 2008-2009       | Los 39 escalones | Pamela          | Elenco principal  |

## Premios
| Premios               | Año  | Categoría                                       | Resultado |
| --------------------- | ---- | ----------------------------------------------- | --------- |
| Premios ATV           | 2006 | Mejor presentadora programas de entretenimiento | Ganadora  |
| Premios Antena de Oro | 2006 | Televisión                                      | Ganadora  |
| Premios TP de Oro     | 2008 | Mejor presentadora de variedades y espectáculos | Ganadora  |
| Premios Comedia FHM   | 2011 | Mujer más divertida                             | Ganadora  |